# Joël da Silva
Pour les articles homonymes, voir Silva.

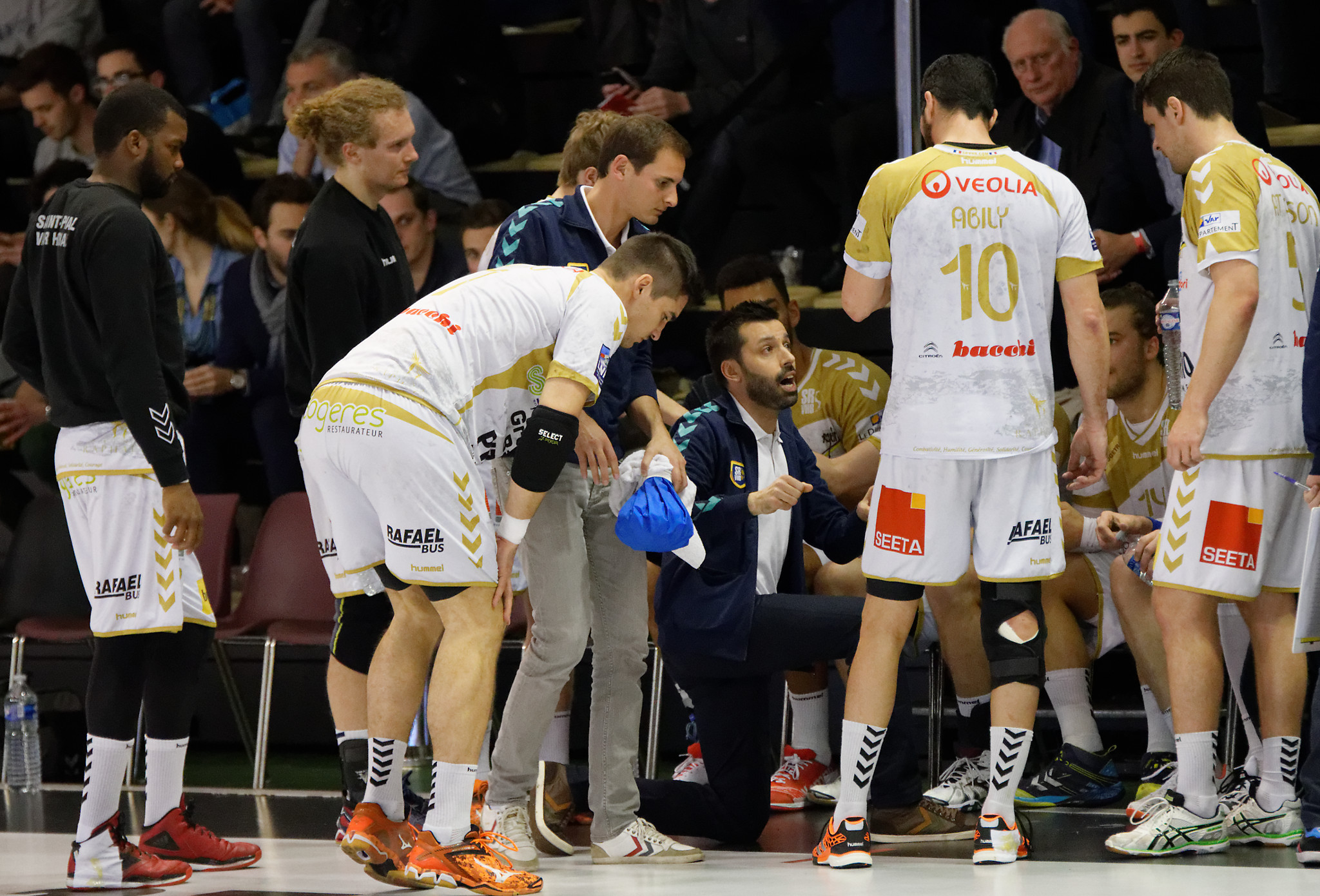
Joël da Silva au milieu de ses joueurs raphaëlois lors d'un temps-mort le 23 mars 2016.

Joël da Silva, né le 21 décembre 1971 à Cordes-sur-Ciel (Tarn), est un entraîneur français de handball.
Après avoir entraîné le Fenix Toulouse Handball, il rejoint en 2014 le Saint-Raphaël Var Handball avec lequel il atteint la 2e place en championnat de France en 2016. Sous ces ordres, le club atteint également la finale en Coupe de l'EHF (C3) en 2018.
Après un passage au Tremblay Handball, il rejoint en 2023 son premier club féminin, le Toulon Métropole Var Handball.

## Biographie
Joël da Silva découvre le handball à l'âge de 11 ans à Cordes-sur-Ciel, dans le Tarn, et montre rapidement des aptitudes qui le conduisent à être sélectionné au niveau départemental puis régional. Puis c'est à 14 ans qu'il connait sa première expérience d'entraîneur en prenant en charge les filles de sa catégorie. Par la suite, il est à 19 ans l'entraîneur des seniors filles du club de Carmaux qu'il fait passer des bas du classement en championnat pré-national aux sommets du national. A 28 ans, il décide d'arrêter sa carrière de jouer pour se consacrer pleinement à son rôle d'entraîneur tout en continuant à exercer le métier de jardinier-paysagiste. Il rejoint alors Quint-Fonsegrives en banlieue toulousaine pour prendre en charge l'équipe féminine et se fait remarquer par le monde du handball.
Il se voit alors proposer le poste d'entraîneur de la réserve du Toulouse Handball chargé de la formation, passant ainsi de filles qui percevaient le hand comme un loisir vers des garçons qui se destinent à être professionnels. L'expérience est concluante puisque le club lui propose en juillet 2009 de devenir entraîneur adjoint de l'équipe première aux côtés de Raphaël Geslan. Lors de sa deuxième saison, en dépit d'un recrutement prometteur, le club est dernier du championnat : Geslan est alors limogé en février 2011 et da Silva est chargé de l'intérim pour une quinzaine de jours. Mais da Silva parvient à inverser la tendance et est ainsi confirmé à son poste, permettant à Toulouse de terminer la saison à la neuvième place.
Par la suite, il permet au club, devenu Fenix Toulouse Handball et renforcé par Jérôme Fernandez, d'atteindre la 6e place en championnat en 2012 puis la 5e place en 2014, permettant au club de se qualifier pour la Coupe de l'EHF 2014-2015.
En 2014, sans proposition valable de la part du Fénix, Joël Da Silva quitte Toulouse et s'engage pour deux saisons (plus une en option) au Saint-Raphaël Var Handball,, avec lequel il atteint la 3e place en championnat de France en 2015 puis la 2e place en championnat de France en 2016. Fort de cette performance, il est élu à l'issue de la saison meilleur entraîneur du championnat,.
Bien qu'il ait permis au club d'atteindre la finale de la Coupe de l'EHF (C3) en 2018, il n'est pas reconduit au terme de la saison 2018/2019 où il est remplacé par son adjoint Rareș Fortuneanu.
En juin 2020, il s'engage avec le club du Tremblay Handball, en tant qu'entraîneur principal. Maintenu à son poste malgré une dernière place en Championnat synonyme de relégation, il est finalement limogé début novembre 2021.
En janvier 2023, il signe un contrat de deux ans avec le club féminin du Toulon Métropole Var Handball. Dernier du Championnat, il est limogé par Toulon en avril 2025, dans une décision qualifiée de commune.

## Palmarès
Compétitions internationales
- Finaliste de la Coupe de l'EHF (C3) en 2018.

Compétitions nationales
- Championnat de France :
  - 2e en 2016
  - 3e en 2015
- Finaliste du Trophée des champions en 2015 et 2018

### Distinctions individuelles
- élu meilleur entraîneur du Championnat de France en 2016[8],[9]